# Stenoma ochropa
Stenoma ochropa es una especie de polilla del género Stenoma, orden Lepidoptera.
Fue descrita científicamente por Walsingham en 1913.
Su envergadura es de 18 mm.

## Distribución
Stenoma ochropa habita en el continente de América, en Panamá.